# Faustverleihung 2008
Die dritte Verleihung des Deutschen Theaterpreises Der Faust fand am 29. November 2008 im Opernhaus des Stuttgarter Staatstheaters statt. Ausrichter war der Deutsche Bühnenverein und das Land Baden-Württemberg war Mitveranstalter.

## Ausgezeichnete & Nominierte
Beste Regie im Schauspiel
Andreas Kriegenburg – Das letzte Feuer – Thalia Theater Hamburg
Sewan Latchinian – Faust I und II – Neue Bühne Senftenberg
Johan Simons – Hiob – Münchner Kammerspiele
Beste darstellerische Leistung im Schauspiel
Ulrich Matthes – Onkel Wanja (Wanja) – Deutsches Theater Berlin
Constanze Becker – Die Ratten (Frau John) – Deutsches Theater Berlin
Patrycia Ziółkowska – Die Nibelungen (Kriemhild) – Schauspiel Köln
Beste Regie im Musiktheater
Christof Loy – Così fan tutte – Oper Frankfurt
Paul Esterhazy – Weder noch – Staatstheater Kassel
Andrea Moses – Elektra – Das Meininger Theater
Beste Sängerdarstellerleistung im Musiktheater
Iris Vermillion – Penthesilea (Penthesilea) – Sächsische Staatsoper Dresden
John Mark Ainsley – Billy Budd (Edward Fairfax) – Oper Frankfurt
Michael Volle – Die Meistersinger von Nürnberg (Beckmesser) – Bayreuther Festspiele
Beste Choreographie
William Forsythe – Yes we can’t – Festspielhaus Hellerau/The Forsythe Company
Christian Spuck – Leonce und Lena – Saalbau Essen
VA Wölfl – 12 – Stuttgarter Ballett
Beste darstellerische Leistung im Tanz
Kenji Takagi – Bamboo Blues (Solo) – Tanztheater Pina Bausch
Lucia Lacarra – Der Sturm (Ariel) – Bayerisches Staatsballett
Xavier Le Roy – Le sacre du printemps (Solo) – Hebbel am Ufer

Beste Regie Kinder- und Jugendtheater
Kristo Šagor – Törleß – Deutsches Schauspielhaus Hamburg
Silke Z. – machtMut – Tanzhaus NRW
Dominik Günther – Hikikomori – Thalia Theater Hamburg

Beste Ausstattung Kostüm / Bühne
Olaf Altmann – Die Ratten – Deutsches Theater Berlin
Bert Neumann – La juive – Staatstheater Stuttgart
Thilo Reuther – Der Meister und Margarita – Düsseldorfer Schauspielhaus
Lebenswerk
Volker Ludwig